# NEXTSat
Pour le satellite américain lancé en 2007 et testant les opérations de service et de ravitaillement, voir NEXTSat/CSC.

NEXTSat est une série de micro-satellites sud-coréens destinés à mettre au point une plateforme de micro-satellite, valider dans l'espace de nouvelles technologies spatiales et embarquer de petites expériences scientifiques. Ils sont conçus et développés par le centre de recherche SaTReC rattaché à  l'Institut supérieur coréen des sciences et technologies (KAIST). Deux satellites de cette famille ont été placés en orbite : NEXTSat 1 en 2018 et NEXTSat 2 en 2023.

## NEXTSat 1
NEXTSat 1 est un micro-satellite d'environ 100 kilogrammes stabilisé 3 axes qui est alimenté en énergie par des panneaux solaires déployables (puissance 250 Watts). Il est placé sur une orbite héliosynchrone de 580 kilomètres par un lanceur américain Falcon 9 le 3 décembre 2018. Sa charge utile est constituée par : 
- différents équipements spatiaux destinés à être testés dans l'espace : mémoire de masse à grande vitesse de transfert, roue de réaction, mémoire de masse tri-dimensionnelle, répéteur en bande S, ordinateur embarqué, gyromètre à fibre optique, viseur d'étoiles.
- deux expériences scientifiques : ISSS (Instrument for the Study of Space Storms) développé par KAIST qui mesure les densités de plasma et détecte les flux de particules ayant une énergie d'environ 10 MeV et un spectromètre proche infrarouge NISS (NIR Imaging Spectrometer for Star formation history), développé par l'Institut coréen d'astronomie et de science spatiale (KASI) et doté d'un instrument ayant une ouverture de 15 centimètres et observant dans la bande spectrale 0,9-3,8 microns.

## NEXTSat 2
NEXTSat 2 est un micro-satellite de 179,9 kilogrammes stabilisé 3 axes qui est alimenté en énergie par des panneaux solaires déployables. Il est placé sur une orbite héliosynchrone de 550 kilomètres le 25 mai 2023 par le lanceur national Nuri.  Sa charge utile qui consomme en pointe 2564 Watts est constituée par :
- Un radar imageur expérimental fourni par SaTReC d'une masse de 52,5 kg.
- LEO-DOS, un instrument de mesure du rayonnement cosmique fourni par l'Institut coréen d'astronomie et de science spatiale (masse de 1,7 kg).
- Un équipement de contrôle thermique destiné à évacuer la chaleur interne d'un satellite et utilisant le changement de phase d'un liquide caloporteur. Sa masse est de 2,2 kilogrammes et il est fourni par l'Université polytechnique de Corée.
- Un amplificateur expérimental en bande X doté d'une puissance en sortie de 120 Watts (1,5 kg). Cet équipement est fourni par l'Institut de recherche en électronique et télécommunications.
- Un récepteur GPS expérimental fourni par Dusitech (2,3 kg)
- Un panneau solaire expérimental de 20 Watts (1 kg)